# Verdi-Schelfeis
Koordinaten: 71° 37′ S, 74° 30′ W

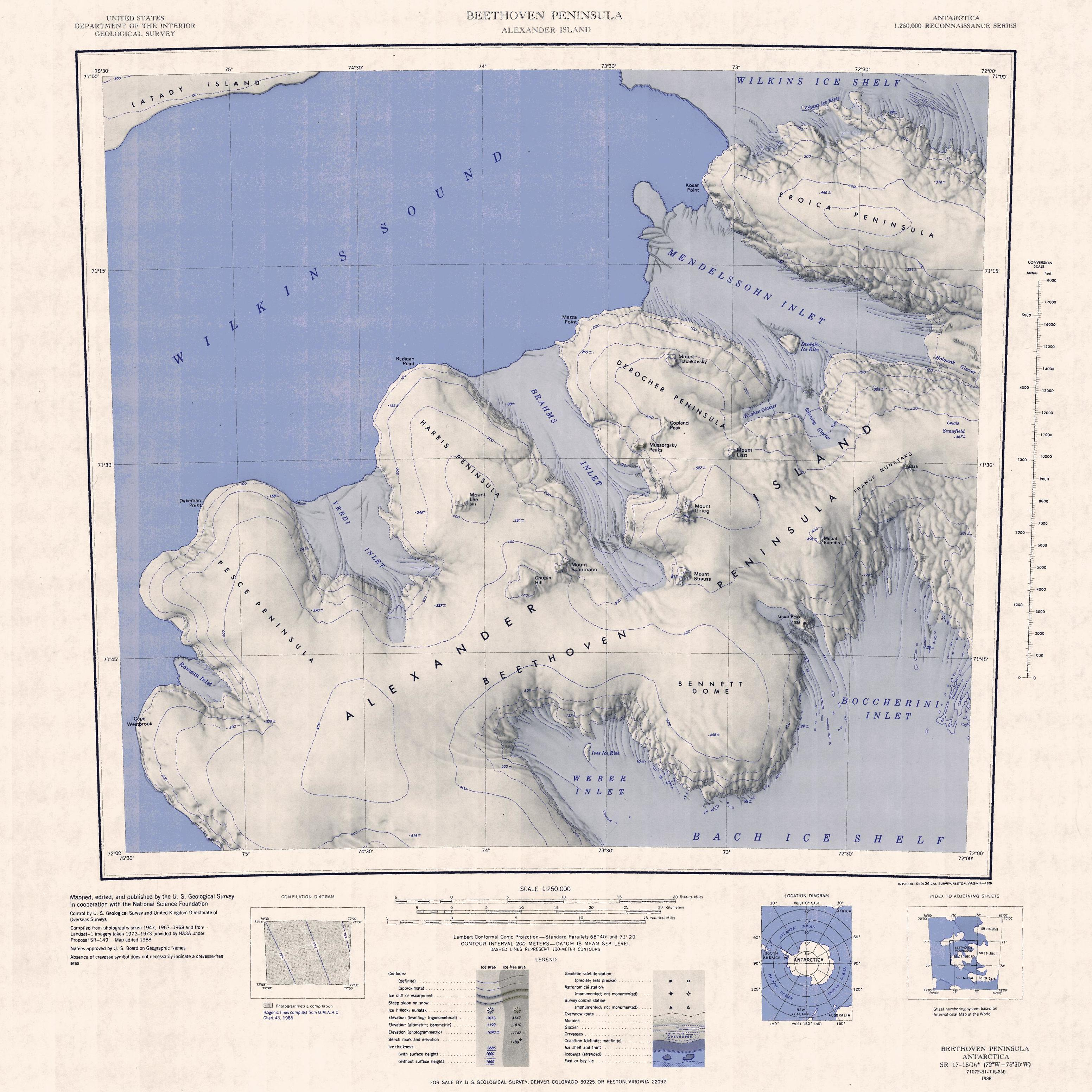
Topographisches Kartenblatt der Beethoven-Halbinsel (1:250.000) mit dem Verdi Inlet und dem darin befindlichen Verdi-Schelfeis (Mitte links)

Das Verdi-Schelfeis ist ein Schelfeis im Südwesten der westantarktischen Alexander-I.-Insel. Es liegt inmitten des Verdi Inlet.
Das UK Antarctic Place-Names Committee benannte das Schelfeis in Verbindung mit dem Inlet am 8. Dezember 1977 nach dem italienischen Komponisten Giuseppe Verdi (1813–1901).